# Campeonato Europeo de Halterofilia de 1984
El LXIII Campeonato Europeo de Halterofilia se celebró en Vitoria (España) entre el 27 de abril y el 1 de mayo de 1984 bajo la organización de la Federación Europea de Halterofilia (EWF) y la Federación Española de Halterofilia.

## Medallistas
| Evento  | Oro                              | Plata                                | Bronce                               |
| ------- | -------------------------------- | ------------------------------------ | ------------------------------------ |
| 52 kg   | Neno Terziski Bulgaria 262,5     | Bernard Piekorz · Polonia · 242,5    | Jacek Gutowski · Polonia · 242,5     |
| 56 kg   | Naum Shalamanov Bulgaria 297,5   | Frank Mavius RDA 267,5               | Gheorghe Maftei Rumania 260,0        |
| 60 kg   | Stefan Topurov Bulgaria 315,0    | Yurik Sarkisian URSS 312,5           | Anton Kodzhabashev Bulgaria 307,5    |
| 67,5 kg | Gueorgui Petrikov Bulgaria 325,0 | Jouni Grönman · Finlandia · 315,0    | Mirosław Chlebosz · Polonia · 310,0  |
| 75 kg   | Zdravko Stoichkov Bulgaria 370,0 | Alexandar Varbanov Bulgaria 367,5    | Vladimir Kuznetsov URSS 367,5        |
| 82,5 kg | Asen Zlatev Bulgaria 395,0       | Yurik Vardanian URSS 392,5           | Anatoli Jrapaty URSS 390,0           |
| 90 kg   | Viktor Solodov URSS 420,0        | Blagoi Blagoev Bulgaria 417,5        | Andrzej Piotrowski · Polonia · 382,5 |
| 100 kg  | Pavel Kuznetsov URSS 400,0       | Miloš Čiernik Checoslovaquia 390,0   | Ingobert Kind RDA 377,5              |
| 110 kg  | Yuri Zajarevich URSS 415,0       | Norberto Oberburger · Italia · 400,0 | René Wyßuwa RDA 395,0                |
| +110 kg | Anatoli Pisarenko URSS 450,0     | Antonio Krastev Bulgaria 445,0       | Senno Salzwedel RDA 422,5            |

1. 1 2 3  Arrancada (kg) + dos tiempos (kg) = total olímpico (kg).

## Medallero
| Núm. | País           | Oro | Plata | Bronce | Total |
| ---- | -------------- | --- | ----- | ------ | ----- |
| 1    | Bulgaria       | 6   | 3     | 1      | 10    |
| 2    | URSS           | 4   | 2     | 2      | 8     |
| 3    | RDA            | 0   | 1     | 3      | 4     |
| 3    | Polonia        | 0   | 1     | 3      | 4     |
| 5    | Checoslovaquia | 0   | 1     | 0      | 1     |
| 5    | Finlandia      | 0   | 1     | 0      | 1     |
| 5    | Italia         | 0   | 1     | 0      | 1     |
| 8    | Rumania        | 0   | 0     | 1      | 1     |
|      | TOTAL          | 10  | 10    | 10     | 30    |